# Povijest Italije
Povijest Italije je povijest naroda koji su naseljavali područja današnje Republike Italije i povijest naroda Talijana od prapovijesti do danas.

## Prapovijest
Urezani crteži u špilji Valcamonica djelo su Camunni civilizacije od neolitika do srednjeg vijeka.
Kultura Terramare (Brončano doba od 15. do 8. stoljeće pr. Kr.) dobila je ime po crnoj boji zemlje (terremare) nasipa njihovih naseobina koje su služile za poljoprivredu lokalnih zemljoradnika.
Vilanovska kultura (8. – 5. stoljeće pr. Kr.) je donijela obradu željeza na Apeninski poluotok, a narodi ove kulture su prakticirali kremaciju i sahranjivanje pepela pokojnika u zemljanim urnama koje su imale karakterističan oblik dvostrukog stošca. 
Područje današnje Italije je od željeznog doba bilo naseljeno ligurskim i ilirskim plemenima. Latini i drugi Italici naseljavaju se u središnjem dijelu Apeninskog poluotoka i Sicilije koncem 2. i početkom 1. tisućljeća prije Krista.
Prapovijesna nalazišta se mogu naći na više mjesta, posebno u regijama Lazio, Toskana, Umbria i Basilicata.

### Predrimski narodi
██ Etruščani
██ Grci
██ Veneti
██ Italici
██ Mesapi i Japigi
██ Rimljani
██ Umbri
██ Kelti
Negdje u 8. stoljeću pr. Kr., između rijeke Arno i Tiber nastanili su se i Etruščani, koji su se u 7. st. pr. Kr. proširili sve do rijeke Po i Korzike. U tim krajevima bili su nastanjeni još mnogi narodi: u područjima oko današnje Venecije živjeli Veneti, a niže na poluotoku Mesapi (Messapii) i Japigi (Iapyges) u Apuliji; na Siciliji su živjeli Siculi, Sicani i Elimi; Sabinjani (Sabini) i Latini živjeli su u Laciju zajedno s Faliscima, Ekvima (Aequi), Hernicima i Ausonima; u Abruzzima bijahu Vestini, Paeligni i Marsi; Frentani, Picenti i Marrucini naseljavali su središnju obalu Jadrana. Samniti i Lucani življaše u Moliseu i Basilicati. 
Sva su ova plemena utjecala na stvaranje kasnijih Talijana. Jezgru nove nacije svakako su dali oni narodi i plemena po kojima su Talijani dobili ime, zvali su se Italici ili Itali. Italici nisu bili jedno pleme, bili su podijeljeni na 4 glavna plemena, to su: Latini, Falisci, Osci i Umbri ili Umbrijci. Oni su bili vrijedni ljudi koji su živjeli od poljodjelstva i uzgoja stoke. 

### Etruščani
Ipak, od 1. tisućljeća, u središnjoj Italiji, vodeće mjesto ima kultura Etruščana. Od 6. do 2. st. pr. Kr., južna Italija i Sicilija, posredstvom grčkih naseobina (Magna Graecia, Velika Grčka), postaju razvijena žarišta grčke kulture. Istodobno traju stalni sukobi Etruščana i grčkih kolonija, postupno slabeći moć Etruščana u južnoj Italiji.
Širenjem moći Rima (Roma) negdje od 5. stoljeća pr. Kr. italska plemena ušla su u sklop Rimske Republike i postali mu saveznici. Dobili su rimsko građansko pravo nakon savezničkog rata koji se vodio od 90. do 89. pr. Kr.

## Stari Rim
Sredinom 5. st. pr. Kr. u središnjoj Italiji nastaje nova država sa središtem u Rimu, koja će nakon dugotrajnih i teških ratova postupno ovladati cijelom Italijom. Rim je postao centar Rimskog Carstva, koje je do 5. stoljeća vladalo najvećim dijelom Europe (od Hispanije i Britanije do Mezopotamije, te od Sjevernog mora do Egipta i Mauretanije). Nakon podjele Rimskog Carstva (395.), Zapadno Rimsko Carstvo (od 402. prijestolnica je Ravenna) slabi, dok 476. nije palo u vojnom udaru zapovjednika germanskih plaćenićkih postrojbi Odoakara, kojega je koncem 5. st. svrgnuo ostrogotski vladar Teodorik.

## Barbarska Italija

### Langobardska i Bizantska Italija
Sredinom 6. st. Italijom je vladao Bizant (Justinijan I.), ali je 568. veći dio Italije morao prepustiti Langobardima. Područje langobardskih stečevina raspalo se na više neovisnih kneževina (Benevento, Furlanija, Spoleto), dočim je Bizant zadržao vlast nad Ligurnijom, Ravenskim egzarhatom, Rimskim dukatom, južnom Italijom i Sicilijom; od tada pa sve do ujedinjenja u 19. st. područja Apeninskog poluotoka ostat će podijeljeno na niz zasebnih državno-političkih jedinica. 

### Franačka i Arapska Italija
God. 756. franački kralj Pipin Mali daruje papi svoje talijanske stečevine, utemeljujući tako Papinsku državu. God. 774. langobardsku prevlast u Italiji okončao je Karlo Veliki koji se 800. god. u Rimu okrunio za cara Svetog Rimskog Carstva. Do 875. god. središnja i sjeverna Italija nalazile su se pod franačkom vlašću; izumiranjem italskih Karolinga za kraljevski naslov otimaju se moćne velikaške obitelji (kneževi od Spoleta i Furlanije), dočim su u južnoj Italiji prevlast stekli Arapi.

## Srednjovjekovna Italija
Njemački kralj Oton I. zauzima sjevernu Italiju i 962. god. kruni se carkom krunom u Rimu, čime Italija ulazi u interesno područje njemačkih vladara.
U 11. st. južnu Italiju zauzimaju Normani i ondje uspostavljaju snažnu državu. Koncem 11. st. u sjevernoj i središnjoj Italiji izbija sukob između cara Henrika IV. i pape Grgura VII. (borba za investituru) tijekom koje Normani podržavaju papu. Premda Grgur VII. nije ostvario svoje izravne ciljeve, pokretanje Prvog križarskog rata pape Urbana II. (1088. – 1099.) dokazalo je uspješnost zahtjeva za papinskom vlašću. Normanska Italija u prvoj polovici 12. st., za vladanja Rogera II., postiže svoj najveći uspon.
Godine 1162. car Fridrik I. Barbarossa (Hohenstaufovac) razara Milano, ali je nakon poraza kraj Legnana (1176.) prisiljen uzmaknuti pred savezom pape Aleksandra III. i italskih gradova (Lombardska liga). God. 1186. budući car, Fridrikov sin, Henrik VI. oženio se nasljednicom Normanskog kraljevstva Konstancom i na svom drugom pohodu u Italiju (1194.) okrunjen je i naslovom normanskog kralja. Rana smrt Henrika VI. 1097. god. i građanski rat u Njemačkoj omogućili su papi Inocentu III. privremenu nadmoć papinstva.
Spor oko papinske carske vlasti i bogatstvo općina sprečavali su ujedinjenje Italije. Nakon 1250. god. vlast naroda ostvarivala se preko republičkih oligarhija ili despota (Signori) koji su često dolazili na vlast kao alternativa nasilju među frakcijama u javnoj upravi.
Jačanje carske vlasti pridonosi obnovi sukoba između pape i cara Fridrika II. Poput njegova prethodnika Aleksandra III., papa Inocent IV. (1243. – 1254.) sklopio je savez s lombardskim gradovima i vladavina Hofenstaufovaca u Italiji je oborena. Ipak, Papinska država je uspjela smanjiti njemački utjecaj u Italiji tek kada je papa Klement IV. (1265. – 1268.) pozvao Karla Anžuvinca, brata francuskog kralja Luja IX., da zbaci Nijemce iz Italije.
Sicilija je u drugoj polovici 13. st. pripala Anžuvincima, te zatim (nakon „sicilijanske večernje“ 1282. – 1302.) Aragoncima (koji su 1323. god. stekli i Sardiniju, a u 15. st. i Napulj).
U Papinskoj državi u 14. st. za premoć se bore velikaške obitelji Orsini i Colonna. Sukobi pape sa sve više centraliziranijom francuskom monarhijom oko nametanja poreza svećenstvu i kraljevskog suvereniteta doveli su do otvorenog sukoba. Autoritet pape slabi, poglavito u doba tzv. "avignonskog sužanjstva" (1309. – 1377.).

## Vrijeme talijanskih gradova
Područje Italije je početkom 14. st. bilo razdvojeno među suparničkim gradovima, koji su sami bili rastrgani izmađu frakcija gvelfa i gibelina (velika uloga kondotjera). Istodobno jača gospodarski i kulturni razvoj gradskih komuna (trgovina, obrti). Nepostojanje snažne središnje vlasti pridonosi prosperitetu talijanskih komuna koje postaju kulturnim žarištima Europe. Nakon srednjeg vijeka, Italija je bila glavno središte humanizma i renesanse, koji su preporodili europsku filozofiju i umjetnost. U unutarnjim sukobima stalne su borbe između pojedinih plemićkih obitelji koje nastoje samostalno vladati pojedinim gradovima: u Milanu dominiraju Visconti i Sforze, u Firenci obitelj Medici, u Mantovi Gonzage, u Modeni i Ferari Este i dr. 
Zaseban politički razvoj imali su obalni gradovi države, koji svoj gospodarski uspon temelje na razvijenom brodarstvu i trgovini (Amalfi do 13. st., Pisa do 1282. god., te Genova i Mleci). Dugotrajan sukob Genove i Mletaka za prevlast nad pomorskom trgovinom okončan je koncem 14. st. u prilog Mletačke Republike, koja kao gospodarica Jadrana prerasta u jednu od vodećih država europskog Zapada.
Među velikaškim obiteljima izdvajaju se i savojski grofovi, koji su oko polovice 11. st. stekli Pijemont.

## Talijanski ratovi
Napad francuskog kralja Karla VIII. na Italiju 1494. god. potaknuo je šezdesetogodišnji rat Habsburgovaca i francuske dinastije Valois za kontrolu nad Italijom, koji je oslabio političku prevagu talijanskih gradova, baš kad je osmanska navala na istočno Sredozemlje ugrožavala njihovu ekonomsku premoć. 
U ratu za napuljsku baštinu koncem 15. st., nakon kratkotrajnog osvajanja Napulja (1500.), istakla se Francuska, ali je 1506. god. bila prisiljena prepustiti ga Španjolskoj. Snažnije francusko uporište u Italiji ostaje samo Milano. Otpor francuskim presezanjima organizira 1511. god. i papa Julije II. (Sveta liga).
Karlo V. je izabran za cara Svetog Rimskog Carstva 1519. god. i proširio je habsburške posjede u Nizozemskoj, Češkoj i Ugarskoj, a sam je osvojio Milano i Tunis 1535. god. 
Francusko-španjolski rat za Italiju nastavlja se tijekom cijele prve polovice 16. st.; Nakon četiri neuspješne vojne, Francuzi su mirom u Câteau-Camrésisu 1559. god. izgubili sve svoje talijanske stečevine, a Španjolci se definitivno učvršćuju u Napulju, Siciliji, Sardiniji i Milanu sve do 1713. god.

## Italija u 17. i 18. stoljeću
Južna Italija i Sardinija bile su pod španjolskom vlašću, Papinska država dominirala je središnjom Italijom, dok je sjever, osim Venecije, još uvijek bio dio Svetog Rimskog Carstva. Usto su postojale složene mreže carskih i papinskih posjeda te poluneovisnih područja: u 16. stoljeću oko 50-70 obitelji držalo je oko 250-300 carskih posjeda, a na 296 posjeda živjelo je oko 225.000 stanovnika. 
Premda se talijansko izaslanstvo posljednji put pojavilo u skupštini Gornjeg Rajnskog Kruga 1496. god., savojsko vojvodstvo i njegovi vojvode zadržale su teoretsko pravo govora i glasovanja u skupštini sve do 1806. godine. Mnoge važne talijanske obitelji, poput Doria i Spinola, bile su carski knezovi, a carski dvorski svajet je između 1555. i 1806. god. saslušao 1300 slučajeva vezanih uz Talijane (400 u 16. stoljeću, 490 u 17. stoljeću i 540 u 18. stoljeću). Sjeverna Italija je imala strateško značenje za Španjolsku za vrijeme nizozemske pobune i Tridesetogodišnjeg rata (1618. – 1648.). Milano je bio sakupljalište za španjolske kopnene trupe koje su španjolskim putem preko Valtellina, Alsacea i Rajnske oblasti stizale do Nizozemske. Talijanska suradnja u borbi protiv nizozemskih pobunjenika dovela je do obnove francusko-španjolskog rata u Italiji. U isto vrijeme trajao je rat za nasljedstvo Mantove (1629. – 1631.), koji je okončan pobjedom vojvode od Neversa, Charlesa Gonzaga, kojega su podržali Francuzi.
God. 1713. u Lombardiji se učvršćuju Austrijanci, a od sredine 18. stoljeća Sardinijom vladaju savojske vojvode. Sredinom 18. st. područje Italije podijeljeno je na posjede španjolskih Burbonaca (Napulj, Sicilija, sekundogenitura nad Toskanom), savojskih vojvoda (Kraljevina Sardinija), kneževa Este (Modena) i Papinske države (Rim, Ancona, Bologna, Ferara, Lacij, Marke, Rimini, Ravenna, Umbrija). 
Područje Mletačke Republike obuhvaćelo je, osim područja Veneta, najveći dio istočnojadranske obale i dio Jonskog otočja. Unatoč teritorijalnim gubitcima na područjima gdje je vladalo Osmansko Carstvo, Venecija je uspjela sačuvati svoje utvrde na ulazu u jadransko more – Kotor, Krf, Levkas, Kefaloniju i Zante sve dok ju je nije uništio Napoleon 1797. godine.

## Napoleonova uprava
Napoleon je iz francuskog Pijemonta, osvojivši austrijsku Lombardiju 1796. godine, ustanovio Cispadansku i Transpadansku Republiku, koje 1797. god. sjedinjuje u Cisalpinsku Republiku; 1802. god. to je područje proglašeno Talijanskom Republikom, a 1805. god. Kraljevinom Italijom (Milano, Mantova, Modena, Venecija, Ferrara, Bologna, Romagna, dio Papinske Države). God. 1797. Napoleon je na području Italije ustanovio i Ligursku Republiku (s Genovom), Rimsku Republiku (1798.) i Partenopejsku Republiku (Lucca, 1799. – 1805.). God. 1802. Francuskoj su pripojeni Savoja i Pijemont, 1805. Ligurska Republika te Toskana, Parma i ostatak Papinske države (1809.). God. 1805. u Napuljskom Kraljevstvu postavljen je za kralja Napoleonov brat Joseph Bonaparte, a 1808. vojskovođa J. Murat. Veliki dio Apeninskog poluotoka time je privremeno ujeinjen, a prinosi francuske uprave (građanski zakonik, gospodarske i upravne reforme i dr.) dokinuli su (osim na talijasnkom jugu pod vlašću Burbonaca) preživjele feudalne ustanove.

## Ujedinjenje Italije
Bečkim kongresom 1815. god. politička slika Italije vraćena je na prednapoleonsko doba. U novijoj razdiobi političkih čimbenika prednjačila je Austrija, gospodarica Lombardije, Veneta, Parme, Toskane i Modene. God. 1820. i 1821. izbijaju ustanci u Napulju i Pijemontu, a od 1830. u cijeloj južnoj Italiji. Istodobno, od 1830-tih jača protuaustrijski pokret za nacionalno oslobođenje i ujedinjenje Italije (karbonari, „Mlada Italija“). 
God. 1847. C. Balbo i Camillo Benso di Cavour pokreću list Risorgimento u kojemu se zalažu za sjedinjenje Italije pod savojskom krunom. Revolucionarni pokreti jačaju 1848./1849., kada su privremeno uspostavljene Venecijanska i Rimska Republika. Borba za ujedinjenje Italije nastavlja se u idućim desetljećima pod vodstvom Pijemonta. 17. ožujka 1861. cijeli se poluotok, zajedno s dva otoka, udružio u jednu kraljevinu. Grad Rim se pridružio tek 20. rujna 1870., što je konačni datum ujedinjenja Italije.

## Kraljevina Italija

### Talijansko kolonijalno carstvo
Poslije ujedinjenja Italija teži prerastanju u moćnu europsku silu te se osloncem na Trojni Savez ( s Njemačkom i Austro-Ugarskom, 1882.) nastoji uključiti u podjelu kolonijalnih posjeda. Rat u Etiopiji protiv etiopskog cara Menelika II. (1889. – 1896.) završava katastrofalnim vojnim porazom kod Adve. Nakon rata protiv Turske (1911. – 1912.) Italija anektira Tripoli i Cirenaiku u Africi (Talijanska Libija) i okupira Dodekanez u Egejskom moru.

### Prvi svjetski rat
U Prvom svjetskom ratu Italija isprva proglašava neutralnost, ali 1915. s Velikom Britanijom, Francuskom i Rusijom sklapa tajni Londonski ugovor, koji je za ulazak u rat jamčio stjecanje posjeda duž istočnojadranske obale. Iste godine stupa u rat u kojem do pred sam kraj (i intervencije anglo-francuskih postrojbi) uglavnom bilježi neuspjehe (bojište na Soči, bitka kod Kobarida). 

### Italija između dva rata
Mirom u St. Germain-en-Layeu (1919.) i Rapalskim ugovorom s Jugoslavijom (1920.) pripao joj je južni Tirol, Istra s Trstom, Gorica, otoci Cres, Lošinj, Lastovo i Palagruža, te Zadar.
God. 1919. iredentistički prvak Gabriele D'Annunzio sa svojim „ardentima“ zauzima Rijeku, koju će Italija anektirati 1924. god. istodobno se u unutarnjoj politici jača fašistički pokret i 1922. god Fašisti, predvođeni Benitom Mussolinijem, preuzimaju vlast („pohod na Rim“) i uvode diktaturu. Državna uprava i sve sastavnice javnog života u cijelosti prelaze pod izravni nadzor fašističke stranke na čelu s duceom, koji je već 1925. osigurao diktatorske ovlasti. Totalitarni Mussolinijev režim povezuje se od sredine 1930-ih s Hitlerovom Njemačkom i Francovim diktatorskim režimom u Španjolskoj. God. 1935. talijanske postrojbe upadaju u Etiopiju te nakon vojnih pobjeda praćenih okrutnim razaranjem i genocidom nad domaćim stanovništvom, anektiraju je 1936., a kralj Viktor Emanuel III. proglašava se carem Etiopije. U duhu politike sila Osovine, Italija pristupa antikominternskom savezu i istupa iz Društva naroda 1937. god. U travnju 1939. god. talijanske postrojbe zauzimaju Albaniju, a Viktor Emanuel proglašava se i kraljem Albanije. 

### Drugi svjetski rat
U 2. svjetskom ratu staje na stranu nacističke Njemačke 10. lipnja 1940. god. Iste godine s Njemačkom i Japanom potpisuje Trojni savez. U listopadu 1940. Italija je napala Grčku, ali je talijanska vojska potisnuta čak do granica s Albanijom, i od potpunog poraza spasila ju je tek njemačka vojna intervencija. Na afričkom bojištu britanski protunapad prisilio je Talijane na uzmak (kraj 1940. i početak 1941.) i gubitak Cirenaike. Premoć Saveznika u Sredozemlju potvrdila je i pobjeda nad talijanskom mornaricom kraj Matapana u ožujku 1941. god. U Travanjskom ratu 1941. Italija je sudjelovala u razdiobi Jugoslavije; stječe južnu Sloveniju, dio Hrvatskog primorja i veći dio Dalmacije. U NDH je kraljem imao postati talijanski princ, vojvoda Aimone od Spoleta. Odgovor na talijansku okupaciju bio je snažan antifašistički pokret diljem istočnojadranske obale. 
Tijekom 1942. god. talijanske postrojbe u Africi doživljavaju nove poraze (gubitak Libije). Porazom u Tunisu 1943. god., Italija je potpuno istisnuta iz Afrike. Početak kraja fašističke vladavine označen je iskrcavanjem saveznika na Siciliji (srpanj 1943.). Veliko fašističko vijeće oduzima Mussoliniju vrhovne ovlasti i predaje ih kralju. Mussolini je interniran, a nova vlada maršala P. Badoglia u tajnosti 3. rujna 1943. potpisuje kapitulaciju Italije, za što je javnost doznala tek 8. rujna.
U sjevernu Italiju ulaze njemačke postrojbe, zauzimaju Rim i oslobađaju Mussolinija koji na Lago di Gardi ustrojava Talijansku Socijalnu Republiku (Republika Salò). Istodobno se s juga odvija snažan prodor saveznika preko Anzija. Njemačke postrojbe kapitulirale su 28. travnja 1945., što je Amerikancima omogućilo da 4. lipnja oslobode Rim. Mussolini biva uhićen, streljan i potom obješen.

## Poslijeratna Italija
Referendumom o monarhiji, 2. lipnja 1946., stvorena je Republika Italija. Od tada do današnjih dana jedina stvarna opasnost po tada stvoren ustavni poredak je bio Borgheseov puč iz prosinca 1970. godine.
Teško razorena u 2. svjetskom ratu, Italiji je gospodarski oporavak zasnovala na sredstvima Marshalova plana, usmjeravajući se na jačanje krupne industrijske proizvodnje (poglavito talijanskog sjevera).
Pariškim mirovnim ugovorom 1947. god. Italija se odrekla svih svojih kolonija i okupiranih područja na istočnom Jadranu. Trst je proglašen demitaliziranim slobodnim područjem. God. 1949. Italija pristupa Sjevernoatlanskom savezu i Europskom vijeću, a od 1950. članica je Zapadnoeuropske unije
God. 1954. Londonskim memorandumom Italija stječe Trst i dio tzv. zone A Slobodnog Teritorija Trsta. 
Italija je 1957. godine bila jedan od utemeljitelja EU (tada Europska Ekonomska Zajednica). To joj je uvelike doprinijelo u gospodarskom i političkom smislu. Postala je jedna od vodećih zemalja svijeta i spada u skupinu G8. 
Od 1945. do 1953. god. u italiji djeluje 7 koalicijskih vlada A. de Gasperija u kojima su uz najjaču političku stranku (demokršćane) sudjelovali i republikanci, liberali i socijaldemokrati, a povremeno i socijalisti i komunisti. 
Tijekom 1960-ih Italija doživljava snažan gospodarski napredak, ali koncentracija industrije i kapitala na sjeveru produbljuje gospodarske i socijalne razlike između talijanskog sjevera i juga. U 1970-ima Italiju potresa politički terorizam ekstremnih skupina desnice (Nacionalna fronta) i ljevice (Crvene brigade). 
God. 1975. Italija je sklopila Osimske sporazume sa SFRJ (ratificirani 1977.), kojima su napokon regulirane granice na istoku.
Tešku građansko-političku i državnu krizu izazvala je otmica i smrt vođe demokršćana i jednog od najutjecajnijih talijanskih političara Alda Mora (1978.), za koju su bili odgovorni teroristi Crvenih brigada.
Na mjestu talijanskog predsjedništva smjenjivali su se: Luigi Einaudi (1948. – 1955.), Giovanni Gronchi (1955. – 1962.), Antonio Segni (1962. – 1964.), Giuseppe Saragat (1964. – 1971.), Giovanni Leone (1971. – 1978.), Sandro Pertini (1978. – 1985.), Francesco Cossiga (1985. – 1992.), Oscar Luigi Scalfaro (1992. – 1999.), Carlo Azeglio Ciampi (1999. – 2006) i Giorgio Napolitano (od 15. svibnja 2006.).
Na izmaku 20. st, nestabilnosti unutarnje politike pridonosili su česti financijski i politički skandali, korupcija i postojanje jake mafije. Tijekom 1990-ih u Italiji se razvijaju nove političke organizacije: Sjeverna liga (Lega Nord) i Naprijed Italijo (Forza Italia); potonja stranka desnice S. Berlusconija pobjeđuje na izborima 2001. god.